# Борк, Эдмунд фон
Эдмунд фон Борк (нем. Edmund von Borck; 22 февраля 1906, Бреслау — 4 февраля 1944, Неттуно, Италия) — немецкий композитор и дирижёр.
Учился в Бреслау у Эрнста Кирша (композиция) и Бронислава фон Позняка (фортепиано), затем в Берлине у Юлиуса Прювера (дирижирование). В 1930 г. поступил дирижёром во Франкфуртскую оперу и вскоре стал популярен как приглашённый дирижёр; особенно часто выступал с оркестром  Концертгебау и Берлинским филармоническим оркестром, с которым, в частности, 28 ноября 1931 г. впервые исполнил собственное произведение — Симфоническую сюиту из оперы «Комиссар Рондарт». Вскоре после этого фон Борк отказался от дирижирования, полностью сосредоточившись на композиции. В 1932 г. на музыкальном фестивале в Ганновере прозвучал Концерт для альт-саксофона с оркестром фон Борка, исполненный Сигурдом Рашером. В 1933 г. Восемь оркестровых пьес фон Борка имели большой успех на фестивале Международного общества современной музыки в Амстердаме.
Среди последующих произведений фон Борка наибольшее значение имеют Прелюдия и фуга (op.10, 1934), Концерт для оркестра (op.14, 1935), Концерт для фортепиано с оркестром (op.20, 1941), симфоническая поэма «Орфика» (op.21, 1942), а также опера «Наполеон» (op.18, премьера 19 сентября 1942). От последнего произведения фон Борка, Трагической увертюры, над которым он работал в 1943—1944 гг., остался лишь небольшой набросок. Фон Борк был мобилизован в немецкую армию и погиб в бою на итальянском фронте.